# Der Traum des Hauptmann Loy (1961)
Der Traum des Hauptmann Loy ist ein DEFA-Spielfilm von 1961. Literaturvorlage war der 1956 erschienene gleichnamige Roman von Wolfgang Schreyer. Die Uraufführung fand am 24. August 1961 im Potsdamer „Thalia“-Kino statt.

## Handlung
Der britische Hauptmann Loy und die US-amerikanische WAF-Corporalin Doris Graves fliegen zusammen mit anderen NATO-Angehörigen von einer gemeinsamen Übung von Tripolis aus mit einer Lockheed Super Constellation der US Air Force nach Oslo. Alle Passagiere rechnen mit einem pünktlichen Eintreffen am Abend in der norwegischen Hauptstadt. Loy verliebt sich in Doris Graves, träumt aber während des Fluges vom Ausbruch des Atomkriegs.
Doch der Pilot hat einen Geheimauftrag. Er nimmt auf einem US-amerikanischen Militärflughafen in Westdeutschland den baltendeutschen Baron Studnitz-Sternberg auf, der per Fallschirm als Agent eines Militärgeheimdienstes über einer sowjetischen Insel in der Ostsee abgesetzt werden soll. Die Anwesenheit des Barons bleibt den Passagieren zunächst verborgen, da sie beim Zwischenaufenthalt die Maschine verlassen hatten.
Allerdings wird Studnitz-Sternberg durch Zufall entdeckt. Nach und nach realisieren die Passagiere, dass ihre Maschine weit abseits ihrer eigentlichen Flugroute den Baron absetzen soll. Dabei wird sie unweigerlich den sowjetischen Luftraum verletzen, wodurch die Maschine und die Passagiere gefährdet werden. Über dieses Unternehmen kommt es sowohl zwischen den Passagieren als auch innerhalb der Besatzung zu Auseinandersetzungen. Als die Passagiere den Absprung des Barons verhindern wollen, erschießt er Doris.
Da die Maschine tatsächlich in den sowjetischen Luftraum eindringt, starten Jagdflugzeuge unter dem Kommando von Oberst Markarow. Als der Pilot der US-amerikanischen Maschine deren Anweisungen zu einer Landung missachtet, wird das Feuer eröffnet. Die Maschine macht eine Notlandung in der Ostsee, und die Überlebenden werden von einem sowjetischen Schnellboot gerettet. Nach einem Verhör werden sie in ihre Heimatländer entlassen. Doris erhält ein militärisches Ehrenbegräbnis, Loy nimmt an der Trauerfeier teil.

## Produktionsnotizen, zeitgenössischer Hintergrund
Nach Schreyer sollte der Roman bereits direkt nach dem Erscheinen der ersten Auflage 1956 verfilmt werden, was aber angeblich von der DEFA abgelehnt wurde. Nach eigenen Angaben schrieb Schreyer die Dialoge für das Drehbuch in Regisseur Maetzigs Berliner Villa. Besondere technische Schwierigkeiten bereitete die Inszenierung des Absturzes der Maschine. Drehort war die Mittelhalle des DEFA-Studios, wo ein großes Wasserbecken aufgebaut worden war.
Konkreter Auslöser für die Filmproduktion war der U-2-Zwischenfall am 1. Mai 1960, wodurch das Thema des Romans erneut aktuell wurde. Die Dreharbeiten wurden von der Volksmarine unterstützt, die nach Schreyer einen alten Minenleger für die Filmaufnahmen in der Nähe von Peenemünde zur Verfügung stellte. Als „sowjetisches“ Schnellboot, das die „Überlebenden“ aus der Ostsee rettet, diente offenbar eine Einheit der Volksmarine.
Schreyers Roman basiert insbesondere auf dem so genannten Libau-Zwischenfall vom April 1950. Am 8. April war eine US-amerikanische Consolidated Privateer nach sowjetischen Angaben von vier La-11-Jagdflugzeugen über sowjetischem Territorium, nach US-amerikanischen Angaben außerhalb sowjetischen Gebiets über der Ostsee abgeschossen worden. Allerdings konnte auch die sowjetische Seite nur bestätigen, die Maschine getroffen zu haben, die dann in einer Wolkendecke verschwunden sei. Bis heute (2023) wurde das Wrack der Maschine nicht gefunden, seinerzeit auch keine Wrackteile, Überlebende oder Leichen der zehnköpfigen Besatzungen (Siehe auch Catalina-Affäre).

## Abweichungen von der Literaturvorlage
Im Roman gelingt dem Baron der Absprung mit dem Fallschirm und er landet auf Ösel (Seinerzeit Estnische Sozialistische Sowjetrepublik). Er wird wie geplant von einem Mitglied einer estnischen Widerstandsgruppe, die gegen die sowjetische Herrschaft kämpft, empfangen. Beim Eintreffen im Quartier der Gruppe stellt Studnitz-Sternberg fest, dass die angeblichen Widerstandskämpfer offensichtlich Angehörige eines sowjetischen Geheimdienstes sind und seine Ankunft längst erwartet wurde.

## Kritik
Ralf Schenk sah in der Produktion einen spannenden politischen Abenteuerfilm, von dem allerdings keine realistische Darstellung der Welt oder psychologische Tiefe erwartet werden könne. Das Lexikon des internationalen Films urteilt: „Spannend inszenierter, durch sein Studiodekor jedoch atmosphärisch dürftiger Spionagefilm mit Zügen einer Kolportage.“